# Центр приложений Ubuntu
Центр приложений Ubuntu (англ. Ubuntu Software Center или просто Software Center) — неподдерживаемая графическая программа для системы управления пакетами APT/dpkg. Это бесплатное программное обеспечение, написанное на Python, PyGTK/PyGObject на основе GTK+.
Программа была создана для добавления, и управления репозиториями, а также для управления Ubuntu Personal Pack Archives (PPA). Ubuntu Software Center также разрешил пользователям устанавливать коммерческие приложения.
Разработка завершилась в 2015 году, так как программы Ubuntu были заменены программным обеспечением GNOME.

## История разработки
В начале 2009 года, разработчики Ubuntu отметили, что управление пакетами в Ubuntu может быть улучшено. Последние выпуски Ubuntu, такие как Ubuntu 9.04 (Jaunty Jackalope), включали пять приложений для управления пакетами, которые занимали пространство, и другие ресурсы, а также приводили к путанице для пользователей. Приложения могут быть загружены с помощью основного приложения «Установка и удаление приложений» или с помощью системы управления пакетами Synaptic. Software Updater обновила пакеты программного обеспечения, а Computer Janitor очистила пакеты, которые больше не нужны. Приложение «Software Sources» позволило пользователю выбрать местоположение загрузки пакета.
Разработчики Ubuntu написали цель программы:

«…должен быть один из очевидных механизмов для установки, удаления и обновления программного обеспечения в Ubuntu, с само собой разумеющимся именем и интерфейсом, который любой может использовать. Должна быть скоординированная система для разработчиков и энтузиастов для повышения полезности описаний, и другие метаданные для пакетов программного обеспечения. Интерфейс обновлений программного обеспечения следует обновлять, чтобы максимизировать произвольную установку обновлений на миллионах компьютеров, на которых установлен Ubuntu. И проекты, и поставщики, чьё программное обеспечение создано для Ubuntu, следует предоставлять ссылки на их наличие программного обеспечения в хранилищах вместо инструкций по установке в командной строке».
Canonical представила Software Center в Ubuntu 9.10 (Karmic Koala) с полной функциональностью, и функциональность была дополнена в Ubuntu 11.10, которая вышла в октябре 2011 года. К маю 2011 года план дополнения функциональности был в основном завершен.
| Версия | Дата            | Операционная система | Примечания |
| ------ | --------------- | -------------------- | --- |
| 1.0.2  | Октябрь 2009    | Ubuntu 9.10          | Внедрён новый простой интерфейс для поиска, установки и удаления программного обеспечения с защитой на основе PolicyKit вместо gksudo. |
| 2.0.2  | Апрель 2010     | Ubuntu 10.04 LTS     | Software Center упростил списки пакетов, отличных от приложений, а также предоставил подкатегории для приложений. |
| 3.0.4  | Октябрь 2010    | Ubuntu 10.10         | Несколько пользователей могут установить программное обеспечение, и показывать историю прошлых инсталляций, покупок, включая отмену конкретных изменений. |
| 4.0    | Апрель 2011     | Ubuntu 11.04         | Добавлен рейтинг пользователей, и обзор программного обеспечения, а также возможность видеть рейтинги, и отзывы других зарегистрированных в Ubuntu пользователей. |
| 5.0    | Октябрь 2011    | Ubuntu 11.10         | Пятая версия Software Center стала основана на GTK3, добавлены функции (лучшая интеграция с системной темой, добавление баннера, более удобное перечисление приложений), время запуска также улучшилось. Software Center был частично подготовлен к сенсорному управлению, включив большие значки. Центр приложений Ubuntu также включил интеграцию Unity Launcher, сортировку по рейтингам, и системные требования для приложений. Некоторые технологии GDebi также были интегрированы для повышения скорости обработки файлов .deb. |
|        | 19 декабря 2011 |                      | Был выпущен онлайн-выпуск программного обеспечения Ubuntu Software Center. Веб-магазин показывает тот же контент, что и приложение Software Center, с кнопкой загрузки, которая открывает приложение, если вы запускаете Ubuntu или ссылку для загрузки Ubuntu самостоятельно, если вы работаете с другой операционной системой. |
|        | Апрель 2012     | Ubuntu 12.04         | Центр приложений Ubuntu включил новые монохромные элементы. Canonical создал платформу для разработчиков на базе Интернета, чтобы помочь программистам создавать приложения для Ubuntu. Ubuntu Software Center включил новую категорию: «Книги и журналы», возможность показывать видео-презентации платных приложений, и несколько скриншотов для показа интерфейса приложения. Также добавлена поддержка индикаторов прогресса в Software Center.                                                                                   |

В августе 2015 года, Крис Хоффман из PCWorld раскритиковал то, что Canonical не поддерживал приложение должным образом во время работы над заменяющим приложением. В частности, он отметил, что оплачиваемые заявки не поддерживаются должным образом, и что Canonical не сообщил об этом разработчикам. Приложение по-прежнему работает для установки, и управления бесплатными приложениями.
В ноябре 2015 года Canonical объявила, что разработка завершится, и приложение будет заменено программным обеспечением GNOME в Ubuntu 16.04 LTS.

## Графические интерфейсы APT
Другие примеры графического интерфейса для APT:
- Apper[англ.]
- AppStream[англ.]
- KPackage
- Synaptic
- GNOME Software[англ.]